# Richard Keen
Richard Sanderson Keen, né le 29 mars 1954, est un avocat britannique et un homme politique du Parti conservateur. 
Il est Avocat général pour l'Écosse de mai 2015 jusqu'à sa démission le 16 septembre 2020.

## Jeunesse
Keen fait ses études à la King's School, à Rochester et à la Dollar Academy, et obtient un baccalauréat en droit (avec distinction) en droit de l'Université d'Édimbourg en 1976, où il est boursier Beckman . Il est admis à la Faculté des avocats en 1980 et devient Conseiller de la reine (QC) en 1993 . Il est admis au barreau d'Angleterre et du Pays de Galles en 2009 et élu conseiller du Middle Temple en 2011.

## Carrière juridique
Keen est conseiller junior en Écosse au ministère du Commerce et de l'Industrie. Il est spécialisé en droit commercial, droit immobilier et droit administratif. Il est également membre de Blackstone Chambers à Middle Temple, à Londres.
Il défend Al Amin Khalifa Fhimah lors du procès de l'attentat à la bombe contre le vol Pan Am 103, Fhimah étant acquitté de toutes les charges . En 2007, il représente la famille d'Henri Paul lors de l'enquête sur la mort de Diana, princesse de Galles.
Il représente Andy Coulson sur les accusations de parjure ,. Il plaide régulièrement devant la Cour suprême du Royaume-Uni. En 2016, il plaide pour le gouvernement du Royaume-Uni dans l'affaire R (Miller) sur l'article 50 et la constitutionnalité du Brexit.
Keen est élu doyen de la Faculty of Advocates (leader du barreau écossais) en 2007. Il reste doyen jusqu'en janvier 2014, date à laquelle il démissionne pour devenir président du Parti conservateur écossais ,.
Il est nommé avocat général de l'Écosse le 29 mai 2015 et démissionne de la présidence du Parti conservateur écossais . En mai 2016, il est également nommé ministre pour les Lords du ministère de la Justice avec la responsabilité politique de la justice civile en Angleterre et au Pays de Galles et de la réglementation et de la promotion de la profession juridique en Angleterre et au Pays de Galles. En septembre 2017, il est nommé ministre des dépendances de la Couronne.
Keen est créé pair à vie le 8 juin 2015 en prenant le titre de baron Keen d'Elie, d'Elie à Fife. Le 15 novembre 2017, Lord Keen est admis au Conseil privé.
Le 16 septembre 2020, Keen démissionne à propos du projet de loi sur le marché intérieur du Royaume-Uni, déclarant qu'il a du mal à en concilier certaines parties avec la loi.

## Vie privée
Keen est marié à Jane Carolyn Anderson et a deux enfants, un fils et une fille. Il s'intéresse au golf, au ski, le tir et à l'opéra. Il est membre du New Club ; le Beefsteak ; The Honorable Company of Edinburgh Golfers à Muirfield; Le Royal & Ancient à St Andrews et le Golf House Club, Elie . Il est signalé comme l'un des plus hauts revenus d'Écosse, figurant sur une liste des 100 meilleurs revenus en 2003. Il est un collectionneur de voitures classiques .